# Der Rechte Rand
Der Rechte Rand – Magazin von und für AntifaschistInnen ist eine seit 1989 zweimonatlich anfänglich in Hannover und seit mindestens 2011 in Hamburg erscheinende antifaschistische Zeitschrift. Sie war eine Kooperationspartnerin des Internetportals Linksnet.

## Inhalte
Die Zeitschrift wird bundesweit vertrieben und versteht sich als „strömungsübergreifend“.
Neben politischen Analysen und Kommentaren publiziert die Zeitschrift Forschungsergebnisse, darunter zahlreiche Recherchen im rechtsextremistischen Milieu und dessen Grenzbereichen. Weitere Schwerpunkte sind der Umgang mit dem Nationalsozialismus und Zeitgeschichte nach 1945.
Eine Besonderheit sind die Berichte über aktuelle Ereignisse im politisch rechten Lager, in denen rechtsextremistisch aktive Personen oft mit Namen und ihren Organisationen benannt, konkrete Verbindungen in rechten Netzwerken beleuchtet und Entwicklungsprognosen gegeben werden. Maßnahmen gegen jede Form von Rassismus und Faschismus und gegen die Organisierung des Rechtsextremismus werden dokumentarisch begleitet und unterstützt.
Initiativen zur Aufklärung über den Rechtsextremismus – wie 2001 die Ausstellung Neofaschismus in Deutschland – werden von der Zeitschrift unterstützt.

## Geschichte
Zu den Gründern der Zeitschrift gehörte Jürgen Trittin, der spätere Bundesminister für Umwelt, Naturschutz und Reaktorsicherheit (Bündnis 90/Die Grünen), der bis zur Ausgabe Februar/März 1993 in der Zeitschrift mitarbeitete, und Klaus Harbart (1955–2005), der bis November 2004 Herausgeber war. Harbart war zuletzt Bundesgeschäftsführer der Vereinigung der Verfolgten des Naziregimes.
In der Mai/Juni-Ausgabe 2006 erschien anlässlich der 100. Nummer ein Rückblick auf die bisher geleistete Arbeit.
Anlässlich der 200. Ausgabe wurde in der Januar/Februar-Ausgabe 2023 die Geschichte der „Alternative für Deutschland“ (AfD) seit ihrem Bestehen 2013 behandelt.

## Kritik und Rezeption
Im Verfassungsschutzbericht des Bundes von 1998 wird die Zeitschrift als „organisationsunabhängige linksextremistische bzw. linksextremistisch beeinflusste Publikation“ eingestuft, weil nach Aussage der Bundesregierung personelle Verbindungen zur von der DKP beeinflussten Vereinigung der Verfolgten des Naziregimes bestünden und Autoren aus dem Kreis der DKP und dem gewaltbereiten autonomen Spektrum zu Wort kämen.
Diese Beurteilung wurde 2003 von der Bundesregierung präzisiert: Nach Einschätzung des Verfassungsschutzes „liegen Anhaltspunkte für linksextremistische Bestrebungen vor. Sie ergeben sich aus der politischen Ausrichtung, die weitgehend der linksextremistischen Sichtweise zum tatsächlichen oder vermeintlichen Rechtsextremismus entspricht. In der Zeitschrift schreiben jedoch auch Autoren, die keine Linksextremisten sind.“
In einer Antwort vom 26. April 2022 erklärte die Bundesregierung, dass das Magazin kein Beobachtungsgegenstand des Bundesamtes für Verfassungsschutz ist.
Die Grünen-Abgeordnete Annelie Buntenbach nannte die Zeitschrift „eine der wichtigsten Informationsquellen bei der Bekämpfung des Rechtsextremismus“ durch das „Bündnis für Demokratie und Toleranz – gegen Extremismus und Gewalt“.
2001 erhielt die Zeitschrift beim Wettbewerb „Aktiv für Demokratie und Toleranz“ des von der Bundesregierung gegründeten Bündnisses für Demokratie und Toleranz – gegen Extremismus und Gewalt einen Geldpreis in Höhe von 10.000 DM.
Der Rechte Rand wird aus den Reihen der von der Zeitschrift kritisierten Personen und Organisationen häufig angegriffen.
Für Sonja Vogel (taz) füllt das Magazin „eine klaffende Lücke in der Öffentlichkeit“, es „zeigt, wer in der rechten Szene was tut; eine Aufgabe, die nicht ungefährlich ist – und eigentlich Sache des Staates wäre“.

## Veröffentlichungen (Auswahl)
- Hrsg.: Das IfS. Faschist*innen des 21. Jahrhunderts. Einblicke in 20 Jahre »Institut für Staatspolitik«, VSA Verlag, Hamburg 2020, ISBN 978-3-96488-074-1.